# (6592) Goya
(6592) Goya (1986 TB12) – planetoida z pasa głównego asteroid okrążająca Słońce w ciągu 4,58 lat w średniej odległości 2,76 j.a. Odkryta 3 października 1986 roku.